# Эль-Авила

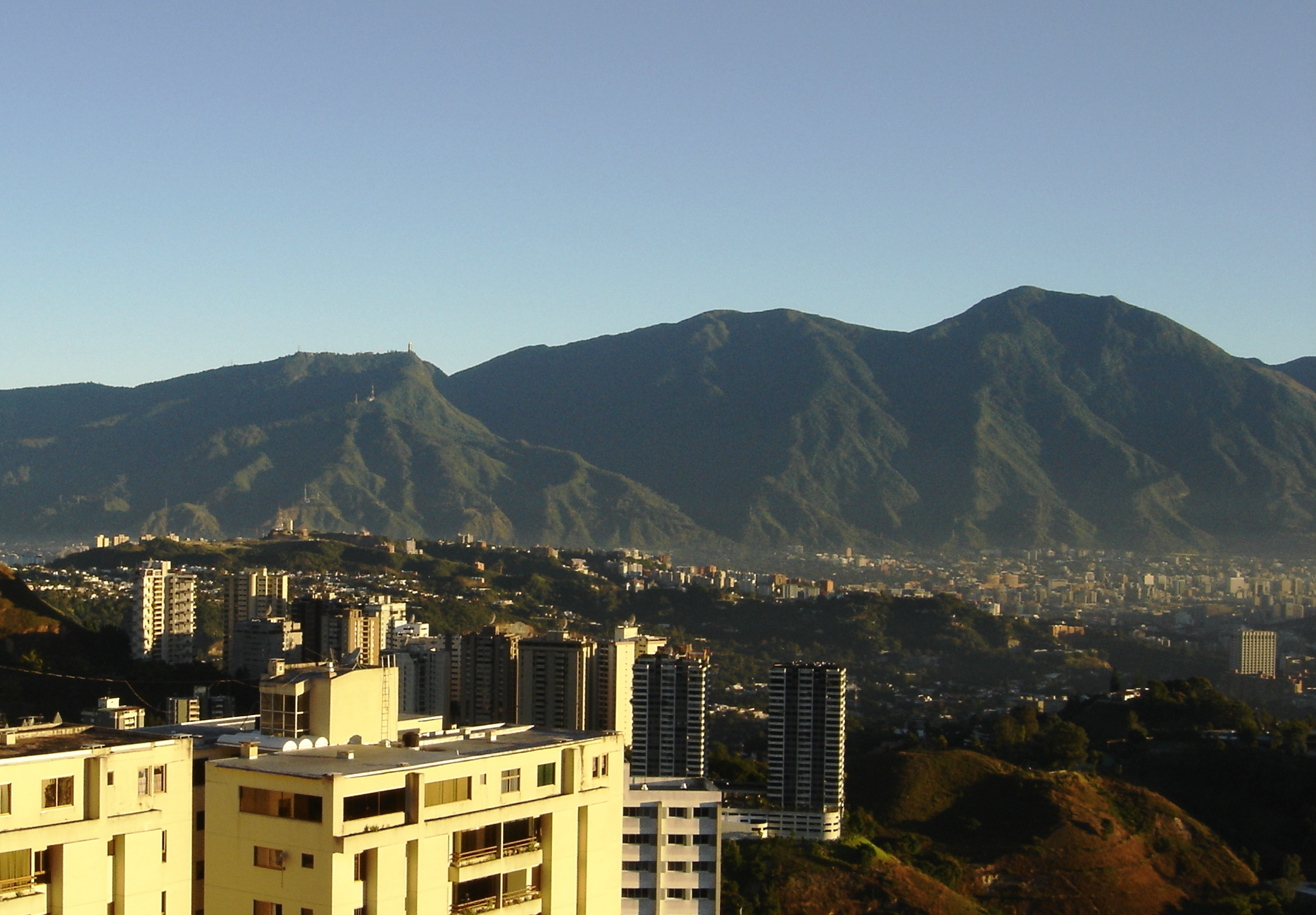
Вид на гору Эль-Авила со стороны Каракаса

Эль-Авила — национальный парк в Венесуэле. Расположен в прибрежной северо-центральной части страны; самой высокой точкой парка является вершина Пико-Найгуата (2765 м). Парк получил своё название в честь вершины Эль-Авила (2740 м). Эта гора расположена в узкой долине к северу от города Каракаса, отделяющей его от Карибского моря.

## История
Территория была объявлена национальным парком в 1958 году, тогда как впервые вопрос о необходимости охраны данной области был поднят ещё в XIX веке. Создание парка обеспечило защиту горным лесам, располагающимся вокруг Каракаса. В настоящее время эти горы используются в рекреационных целях, а также в качестве защиты для парка от загрязнения и расширения города. Территория Эль-Авилы всегда была важным объектом для жителей Каракаса, использовавшимся ими для проведения различных мероприятий, некоторые из которых ставят под угрозу возможность его охраны. В 1956 году здесь были открыты гостиница и подъёмник, поднимающийся на высоту в 2135 м над уровнем моря и опускающийся на другой стороне у города Макуто. После 20 лет бездействия в феврале 2002 года этот подъёмник вновь начал функционировать.

## Биоразнообразие
Флора и фауна парка отличаются большим разнообразием. Здесь обитает более 100 видов бабочек, порядка 120 видов млекопитающих, 20 видов земноводных, 30 видов пресмыкающихся и 500 видов птиц. 9 видов обитающих здесь птиц являются эндемиками Венесуэлы, ещё три находятся под угрозой исчезновения. Здесь также произрастает более 1800 видов растений, в том числе ряд эндемиков хребта Кордильера-де-ла-Коста или эндемиков самого парка.